# Gary Breen
Gary Breen (*Maidstone, Kent, Inglaterra, 12 de diciembre de 1973) es un exfutbolista inglés nacionalizado irlandés. Jugó de defensa y actualmente está retirado.

## Selección nacional
Fue internacional con la Selección de fútbol de Irlanda, jugó 63 partidos internacionales y ha anotó 7 goles.

## Participaciones en Copas del Mundo
| Mundial                        | Sede                  | Resultado        | Goles |
| ------------------------------ | --------------------- | ---------------- | ----- |
| Copa Mundial de Fútbol de 2002 | Corea del Sur y Japón | Octavos de final | 1     |

## Clubes
| Club                     | País       | Año       |
| ------------------------ | ---------- | --------- |
| Charlton Athletic        | Inglaterra | 1990-1991 |
| Maidstone United         | Inglaterra | 1991-1992 |
| Gillingham FC            | Inglaterra | 1992-1994 |
| Peterborough United F.C. | Inglaterra | 1994-1996 |
| Birmingham City FC       | Inglaterra | 1996-1997 |
| Coventry City FC         | Inglaterra | 1997-2002 |
| West Ham United          | Inglaterra | 2002-2003 |
| Sunderland AFC           | Inglaterra | 2003-2006 |
| Wolverhampton Wanderers  | Inglaterra | 2006-2008 |
| Barnet FC                | Inglaterra | 2008-2010 |